# پوکرونیک
پوکرونیک (به صربی: Pokrevenik) یک منطقهٔ مسکونی در صربستان است که در پیروت واقع شده‌است. پوکرونیک ۱۲۶ نفر جمعیت دارد.